# コロンブスのゆで卵
『コロンブスのゆで卵』（コロンブスのゆでたまご）は、1996年4月21日から1997年9月10日までTBS系列局で放送されていたTBS製作のバラエティ番組である。
歴史上の発明・発見にまつわる人物や事柄を紹介するのが主な内容。当初は日曜20:00枠で放送されていたが、1996年秋の改編で水曜19:00枠へ移動。移動後は、前番組『クイズ天下一品博物館』からの流れで雪印グループ（雪印乳業と雪印食品）を含む複数社提供で放送されるようになった。

## 放送時間
いずれも日本標準時。
- 日曜 20:00 - 20:54 （1996年4月21日 - 1996年9月15日）
- 水曜 19:00 - 19:54 （1996年10月16日 - 1997年9月10日）

## 出演者

### 司会
- 島田紳助

### アシスタント
- 広重玲子（当時TBSアナウンサー） - 1996年10月から出演。

### パネリスト
- 鈴木紗理奈
- 岡林信康
- トミーズ雅（トミーズ）

## スタッフ
- ナレーター：槇大輔、バッキー木場、緒方恵美、八木橋修 ほか
- 構成：高橋秀樹、だいもん孝之 ほか
- スタジオ技術：エヌ・エス・ティー
- ロケ技術：GPA ほか
- 美術：アックス
- グラフィックデザイン：下村哲也
- TK：江藤香織
- 制作協力：ウイルスプロダクション、ファルコン
- ディレクター：西沢雅文 ほか
- プロデューサー：阿部龍二郎、壁谷政彦 ほか
- 製作著作：TBS